# Pod Vyhlídkou II
Pod Vyhlídkou II je přírodní památka poblíž obce Nebahovy v okrese Prachatice. Oblast spravuje Agentura ochrany přírody a krajiny ČR. Důvodem ochrany je uchování areálu Stanice mladých přírodovědců.